# SEO veb-sajta
SEO veb-sajta je optimizacija veb-sajta za pretraživače (engl. search engine optimization) je proces unapređenja kvaliteta i količine saobraćaja od pretraživača ka veb-sajtu preko prirodnih (organskih ili algoritamskih) rezultata pretrage. Tipično, što je sajt bolje rangiran (npr. u pretragama izlazi među prvima na spisku), više će saobraćaja biti preusmereno sa pretraživača na njega. Zahvaljujući SEO različite vrste pretraga mogu da se optimizuju, uključujući pretragu slika, lokalne pretrage i drugo.
Kao internet marketing strategija, SEO razmatra način funkcionisanja pretraživača kao i pojam koji ljudi pretražuju. Optimizacija veb-sajta prvenstveno obuhvata menjanje sadržaja i HTML koda koje može dovesti do poboljšanja njegovog rangiranja vezano za specifične ključne reči, i da ukloni prepreke prilikom indeksiranja sadržaja veb-sajta od strane pretraživača.
Akronim SEO može takođe da predstavlja ljude koji obavljaju optimizaciju veb-sajtova za pretragu. To je termin prihvaćen u konsultantskoj delatnosti za stručnjake koji izvode optimizaciju veb projekata u korist klijenta. Ovaj profil stručnjaka može ponuditi optimizaciju kao posebnu uslugu ili kao deo veće marketing kampanje. Da bi postigao efekat SEO može zahtevati izmene HTML koda stranice, takođe može biti inkorporiran u veb dizajn i razvoj stranice. Termin „prilagođen pretraživačima“ (engl. search engine friendly) može se odnositi na dizajn veb-sajta, menije, sisteme ažuriranja sadržaja (CMS) ili internet prodavnice koje se mogu lako optimizovati.
Za SEO možemo dalje reći da je to način na koji možemo prilagoditi sadržaj stranica prilikom izrade neke veb prezentacije. Takođe, treba izvršiti prilagođavanje unutrašnje i spoljašnje strukture linkova, kako bi botovima pretraživača bile dostupnije i lakše za dalje indeksiranje. Botovi pretraživača se koriste da pregledaju mnoštvo internet strana u veoma kratkom vremenu i da ih kategorišu. Veb stranica je indeksirana od strane pretraživača, , , Bing ili neki drugi, kada je pregledana i kada joj je dodeljena odgovarajuća pozicija u rezultatima pretrage.
Umetnost i nauka razumevanja kako funkcioniše internet pretraživač predstavljaju srž razumevanja procesa optimizacije, zbog toga što SEO često nudi bolja rešenja od ostalih formi internet marketinga.
Posle najnovijih promena na Google-ovom algoritmu za 2011, tzv. engl. Panda update, SEO usluga podrazumeva nešto širu listu poslova i aktivnosti, zbog težnje za izgradnjom što raznovrsnijeg link profila klijenata.
Aktivnosti vezane za SEO možemo podeliti u dve osnovne kategorije: -{onpage} - i offpage optimizaciju.
Onpage SEO podrazumeva:
- poređenje ključnih reči u odnosu na konkurenciju i njihovu dalju analizu u vidu detaljnih izveštaja
- optimizaciju meta tagova (title, description)
- sređivanje tagova u sadržaju (naslovi linkova)
- optimizaciju naslova i podnaslova (H1-H6)
- kreiranje datoteke
- kreiranje, registracija i obnova
- popravljanje unutrašnje strukture linkova
- analizu dupliranog sadržaja
- kreiranje „404” stranice i „301”  po potrebi
- korišćenje Strong, italic i blackqoute tagova u tekstu
- izlazni linkovi ka kvalitetnim sajtovima kakav je i Wikipedia
- interni linkovi ka bitnoj stranici sa ključnom reči
- dodati video, infografik u tekst kako bi bio zanimljiviji
- poboljšati vreme učitavanja stranice ispod 3 sekunde
- responsive dizajn sajta
- dugmići za šerovanje na društvene mreže: facebook, twiter, youtube, instagram itd.

Offpage SEO je vezan za građenje imidža i reputacije na internet nebu, veoma raznovrsnog i kompletnog link profila, odnosno za proces optimizacije sajta van njegovih stranica i bez diranja koda.
Građenje imidža i reputacije na internetu se ostvaruje isključivo preko kvalitetnog sadržaja (content marketinga). Nije slučajno što su neki blogeri stekli popularnost preko noći. Oni su prepoznali ovu potrebu i počeli su da pišu kvalitetne opservacije o nekom proizvodu tako da su stekli veliko poverenje kod svojih čitalaca. Neki su postali prave medijske zvezde, ljudi ih prate šta jedu, gde vežbaju, kakvu garderobu nose.
Tako da možemo reći da content marketing tekstovi imaju za posledicu izgradnju poverenja kod čitalaca a to posle rezultuje povećanjem prodaje proizvoda o kome se pisalo. Iz ove potrebe proisteklo je vrlo trazeno zanimanje copywriter. Oni imaju zadatak da pišu kvalitetne tekstove koji imaju edukativni, zabavljački ili informativni karakter. Iz tih tekstova koji se objavljuju na različitim portalima, po mogućstvu srodne tematike, ako dobijete link iz teksta to se zove kvalitetan link building.
Ključna reč iz teksta treba da vodi ka vašoj stranici sajta na koju se odnosi. Potrebno je da ovi tekstovi budu objavljeni na različitim portalima koji imaju dobar DA (domain authority). Ukoliko ste uspeli da objavite tekst na portali koji ima visok DA i da zainteresujete njihove posetioce, da im date kvalitetan odgovor na njihove probleme, tekst može vrlo lako da postane viralan, tj. da se brzo raširi društvenim mrežama. To je najbolji put za građenje Brendinga i podizanja reputacije vašeg sajta.

## Istorijski razvoj
Webmasteri su počeli sa optimizacijom sajtova za pretraživače sredinom 90-ih, kada su prvi pretraživači počeli da rade na katalogizaciji ranog weba. U početku, sve što je webmasteri trebalo da urade bilo je da adresu web stranice,ili URL, dostave različitim pretraživačima koji bi poslali „pauka“ da „obiđe“ stranicu, sa nje ekstrahuje linkove ka drugim stranicama, i informacije nađene na strani vrati pretraživaču radi njihovog indeksovanja. Taj proces uključuje pauka koji preuzima stranicu i postavlja je na server samog pretraživača dok drugi program, poznat kao indekser, ekstrahuje različite informacije o stranici, kao što su reči koje ona sadrži, njihova lokacija kao i sve što je od značaja za određene reči. Svi linkovi koje stranica sadrži takođe se ekstrahuju i stavljaju u plan za kasnije obilaženje.
Vlasnici sajtova su počeli da prepoznaju značaj sajta koji je vidljiv i visoko pozicioniran u listama rezultata pretraživača stvorivši tako priliku za rad onima koji se bave i „belom“ i „crnom“ optimizacijom pretraživača. Prema analitičaru Deniju Salivanu, termin "search engine optimization" verovatno je prvi put upotrebljen 1997. godine. Dokumentovano je da je termin prvi upotrebio Džon Odet i njegova kompanija Multimedia Marketing Group, kao što je i zabeleženo na web stranici MMG sajta u avgustu 1997. Prvi sajt, registrovan u američkoj agenciji za zaštitu autorskih prava, koji je sadržao termin „search engine optimization“ je sajt Brusa Kleja, iz marta 1997.
Prve verzije algoritama za pretragu oslanjale su se na informacije koje su dostavljali webmasteri, kao što su ključne reči u meta tagovima, ili indeks podataka u sistemima kao što je ALIWEB. Meta tagovi pružaju podatke o sadržaju svake stranice, ali upotreba meta podataka da bi se indeksovale stranice pokazala se kao nepouzdana, jer je postojala mogućnost da izbor ključnih reči u meta tagovima od strane webmastera ne predstavlja stvarni sadržaj sajta. Netačni, nepotpuni i nekonzistentni podaci u meta tagovima omogućavali su rangiranje stranica za pretrage koje nisu imale veze sa njima. Webmasteri su takođe manipulisali brojem atributa u izvornom HTML kodu stranice, a sve da bi se što bolje rangirali na listama pretraživača.
Oslanjajući se previše na činioce kao što je gustina ključnih reči koju su kontrolisali isključivo webmasteri, prve verzije pretraživača često su bile meta zloupotreba i manipulacija. Da bi svojim korisnicima pružili što bolje rezultate, pretraživači su morali da se pobrinu za to da njihove stranice prikazuju samo najrelevantnije rezultate pretrage, umesto stranica koje nemaju veze sa konkretnom pretragom, a pretrpane su velikim brojem ključnih reči. Pošto uspeh i popularnost pretraživača zavisi baš od njegove mogućnosti da izbaci relevantne rezultate za bilo koju pretragu, izbacivanje listi sa pogrešnim i netačnim rezultatima na kraju bi dovelo do toga da se posetilac okrene drugom izvoru informacija. Pretraživači su na izazov odgovorili kreiranjem složenijih algoritama za rangiranje koji su uzimali u obzir dodatne faktore, a kojima webmasteri nisu mogli lako da manipulišu.
Diplomci sa univerziteta Stenford, Lari Pejdž i Sergej Brin, razvili su backrub, pretraživač koji se oslanjao na matematički algoritam da bi ocenio značaj web stranica. Broj dobijen tim algoritmom, PageRank, je funkcija količine i snage dolaznih linkova. PageRank procenjuje verovatnoću da će određena stranica biti dostupna korisniku koji nasumice pretražuje internet, a takođe prati linkove koji dolaze sa jedne na drugu stranicu. U suštini, to znači da su neki linkovi „jači“ od drugih, jer stranica sa većim PageRank-om ima više šansi da bude posećena od strane nasumičnog korisnika.
Pejdž i Brin su osnovali Google 1998. godine. Google je ubrzo stekao lojalne sledbenike među rastućom populacijom internet korisnika koji su voleli njegov jednostavan dizajn. Osim on-page faktora (kao što su gustina ključnih reči, meta tagovi, naslovi, linkovi i struktura sajta), Google je uzimao u obzir i off-page činioce (kao što su PageRank i analiza hiperlinkova) da bi izbegao manipulacije kojima su bili izloženi pretraživači koji su koristili samo on-page faktore prilikom rangiranja. Iako je PageRank bilo teže savladati, webmasteri su već razvili sistem za tzv. linkbuilding i različite šeme kojima su već uticali na Inktomi pretraživač, a te metode su se pokazale primenljivima pri manipulaciji sa PageRank-om. Neke od ovih šema, kao što su farme linkova, uticale su na stvaranje hiljada sajtova koji su služili isključivo za spemovanje linkovima.
Do 2004. pretraživači su uključili širok spektar neotkrivenih činilaca u svoje algoritme za pretragu da bi umanjili uticaj manipulacije linkovima. U Google-u kažu da koriste preko 200 signala prilikom rangiranja sajtova. Vodeći svetski pretraživači pored Google-a, kao što su Bing i Yahoo!, takođe ne otkrivaju svoje algoritme. Neki od najznačajajnijih SEO operatera od tada proučavaju različite pristupe optimizaciji i objavljuju ih na forumima i blogovima.
2005. godine Google je počeo sa personalizovanjem pretrage za svakog korisnika ponaosob. U zavisnosti od istorije ranijih pretraga, Google je izrađivao rezultate za ulogovane korisnike. 2008. godine Brus Klej je izjavio: „ rangiranje je mrtvo“, baš zbog personalizovanih pretraga. Posmatrati kako je sajt rangiran postajalo je beznačajno, zato što bi, na kraju, pozicija sajta postala različita za svakog korisnika i svaku pretragu.
2007. godine Google je najavio kampanju protiv plaćenih linkova koji utiču na PageRank. 15. juna 2009. je objavio da su preduzete mere za ublažavanje efekata manipulacije PageRank-a upotrebom tzv. nofollow atributa u linkovima. Met Kats, poznati softverski inženjer u Google-u, najavio je da Google Bot više neće tretirati nofollow linkove na isti način, sve u cilju da bi se sprečilo da SEO operateri koriste nofollow za kreiranje PageRank-a. Kao rezultat ove promene, dalje korišćenje nofollow atributa dovodi do iščezavanja PageRank-a. Da bi se izbeglo gore navedeno, SEO inženjeri su razvili alternativne metode koje su nofollow tagove zamenile maskiranim Javascript kodom (tzv. obfuscated code) i time omogućili dalje uticanje na PageRank.
U decembru 2009, Google je najavio da će početi da koristi istoriju pretrage svih korisnika, da bi formirao listu rezultata pretrage.
Pretraga u stvarnom vremenskom okviru (real-time search) je predstavljena krajem 2009. u pokušaju da se rezultati pretrage učine relevantnijim i pravovremenim. Iako su administratori sajtova provodili mesece, pa čak i godine optimizujući sajt da bi se on što bolje rangirao, ogroman rast popularnosti društvenih mreža i blogova doprineo je tome da pretraživači promene svoje algoritme u cilju brzog uvođenja svežeg sadržaja u rezultate pretrage.

## Veze sa pretraživačima
Zbog visoke marketinške vrednosti ciljanih rezultata pretrage, vrlo brzo je ustanovljeno da postoji mogućnost suparničkog odnosa između pretraživača i SEO operatera. 2005. je oformljena godišnja konferencija AIRWeb (Adversarial Information Retrieval on the Web) čija je svrha bila diskusija o umanjenju štetnih efekata koje na pretraživače imaju agresivni web provajderi.
Kompanije koje upražnjavaju preterano agresivne tehnike mogu biti kažnjene tako što će sajtovi njihovih klijenata biti uklonjeni sa rezultata pretrage. Wall Street Journal je 2005. godine izveštavao o kompaniji Traffic Power, koja je navodno koristila visokorizične metode i pritom nije ukazala svojim klijentima na moguće rizike takvog poslovanja. Časopis Wired je objavio da je ta kompanija tužila blogera i SEO inženjera Erona Vola zato što je pisao o toj zabrani. Met Kats iz Google-a je kasnije potvrdio da je Google zaista zabranio Traffic Power i neke od njenih klijenata.
Neki pretraživači su se uključili u SEO industriju i vrlo često su sponzori i gosti na SEO konferencijama i seminarima. Istina je da, sa pojavom plaćenog učešća, neki pretraživači sada imaju veće interesovanje za održavanje zdrave SEO zajednice. Veliki pretraživači sada pružaju informacije i smernice da bi pomogli oko optimizacije sajtova. Google ima program Sitemaps, koji se koristi da bi pomogao webmasterima da saznaju da li Google ima problem prilikom indeksiranja njihovog sajta, a takođe pruža informacije o saobraćaju koji ide ka njihovom sajtu prilikom korišćenja Google pretraživača. Yahoo!Site Explorer omogućava webmasterima da prijave URL adresu, odrede koliko je stranica u Yahoo! indeksu i pruža informacije o linkovima. Bing Toolbox takođe pruža webmasterima mogućnost da podnesu mapu sajta, omogućava korisnicima da odrede vreme „obilaženja“ sajta i pokazuje koliko je stranica indeksirano u njihovom pretraživaču.

## Metode

### Indeksovanje
Vodeći pretraživači kao što su Google, Yahoo! i Bing koriste „paukove“ da pronađu stranice za svoje algoritamske rezultate pretrage. Stranice koje su linkovane sa indeksovanih stranica drugih pretraživača se pronalaze automatski. Neki pretraživači, posebno Yahoo!, imaju plaćeni servis koji garantuje uključivanje u bazu podataka i redovno obilaženje sajta, ali ne i postizanje određenog ranga u okviru rezultata pretrage. Dva glavna direktorijuma, Yahoo Directory i Open Directory Project zahtevaju ručno unošenje podataka, a uređivanje i proveru vrši čovek. Google nudi Google Webmaster Tools, za koji se može kreirati XML mapa sajta, koja je besplatna i omogućava da se pronađu sve stranice web sajta, naročite stranice do kojih se ne može doći automatskim praćenjem linkova.
„Paukovi“ pretraživača mogu da posmatraju razne faktore kada obilaze sajt. Pretraživači ne indeksuju uvek sve stranice sajta. Udaljenost stranice od glavnog direktorijuma sajta može takođe da utiče na to da li će stranica da se obiđe ili ne. Pritom još postoji i problem kada pretraživač obilazi sajt koji sadrži svakakve vrste grafičkih sadržaja, dokumenta u flash-u, prenosiva dokumenta i dinamičke sadržaje.

### Sprečavanje obilaženja sadržaja sajta
Da bi se izbegao neželjeni sadržaj u indeksu pretrage, webmasteri mogu da nalože paukovima da ne obilaze određene fajlove ili direktorijume pomoću standardnog robots.txt fajla u glavnom direktorijumu domena. Stranica se može dodatno isključiti iz pretrage i baze podataka pretraživača korišćenjem meta tagova karakterističnih za botove. Kada pretraživač poseti sajt, robots.txt fajl u glavnom direktorijumu pretraživača je prvi fajl koji se obilazi. Taj se fajl zatim analizira, a zatim upućuje pauka na to koje stranice treba da obiđe, a koje ne. Pošto pauk pretraživača može da sačuva keširanu kopiju ovog fajla, može se desiti da nekad obiđe stranice koje webmaster ne želi da izlaže pretrazi. Obično se izbegava obilaženje stranica koje uključuju prijavu korisnika na sajt, na primer stranice za online kupovinu, kao i onih koje imaju specifičan korisnički sadržaj, kao što su stranice sa internom pretragom. U martu 2007. Google je upozorio webmastere da bi trebalo da spreče indeksovanje internih rezultata pretrage, pošto se te stranice smatraju spemovanjem pretrage.

### Povećanje ugleda stranice
Postoje razne metode kojima se može povećati značaj web stranice u okviru rezultata pretrage. Unakrsno linkovanje između stranica na istom web sajtu koje se koristi da bi se obezbedilo više linkova ka najvažnijim stranicama sajta može značajno da poveća njegovu vidljivost. Pisanje sadržaja koje uključuje često ponavljanje ključnih reči ili fraza, kao i prilagođavanje velikom rasponu upita na pretrazi takođe često povećava dolazni saobraćaj ka sajtu. Stalno ažuriranje sadržaja kojim se postiže da se sajt često obilazi takođe mu daje dodatnu težinu. Dodavanje relevantnih ključnih reči u naslovu i meta description-u daje sajtu na značaju u rezultatima pretrage, što opet povećava saobraćaj ka njemu. URL normalizacija web stranica dostupnih preko višestrukih url-ova, koja koristi kanonični meta tag ili putem 301 preusmeravanja takođe omogućuje da se linkovi sa raznih verzija url-a računaju u popularnost stranice.
Ipak, veoma dobra praksa je da kada više linkova sa jedne stranice vodi ka drugoj, dodamo "nofollow" relacioni link, kako pretraživači ne bi posmatrali sadržaj kao duplirani, i pokušaj spamovanja ključnim rečima.
Primer:
<a href="https://web.archive.org/web/20190514182809/http://primer.com/" rel="nofollow">Tekst linka</a>

### "White hat" SEO vs. "" SEO
SEO tehnike se, prema nekima, dele u dve široke kategorije: tehnike koje pretraživači preporučuju kao deo koncepta dobrog dizajna, i na tehnike koje pretraživači ne odobravaju i čije efekte žele da svedu na minimum, a koje se nazivaju spamdeksovanjem. Neki poznavaoci cele industrije označavaju ove metode, kao i one koji ih upražnjavaju, kao „belu“ i „crnu“ SEO, odnosno dele ih na „bele“ i „crne“. „Beli“ nastoje da stvore rezultate koji će imati dugoročni efekat, dok „crni“ očekuju da će njihov sajt jednom ipak biti zabranjen kada pretraživači otkriju šta oni, u stvari, rade.
SEO taktika, tehnika, ili metod se smatra belom ako se uklapa u smernice koje pretraživač pruža i ne uključuje obmanu. Treba, ipak, naglasiti da smernice pretraživača nisu određeni skup pravila i zapovesti koje webmaster mora da poštuje. Bela SEO ne znači samo praćenje tih smernica, već je njena glavna uloga u tome da se postara da sadržaj sajta koji pretraživač indeksuje i na osnovu kog rangira sajt, bude upravo isti sadržaj koji će korisnik i videti kada poseti sajt.
Ono što bela SEO znači je stvaranje sadržaja za korisnike, a ne za pretraživače, nakon čega se taj materijal pravi lako dostupnim za paukove, za razliku od pokušaja da se izigra algoritam pretraživača, što je slučaj kod crne SEO. Bela SEO je vid efektnog marketinga, čiji je cilj da pruži kvalitetan sadržaj onima koji takav sadržaj i žele da vide.
Crna SEO podrazumeva korišćenje sredstava koje pretraživači ne odobravaju, i koja uključuju neki vid obmane. Jedna od tehnika koju koristi crna SEO uključuje sakriven tekst, bilo da je on u boji sličnoj boji pozadine, ili se nalazi u nevidljivom delu polja, a može biti pozicioniran van ekrana. Druga metoda znači da se korisniku prikazuje različita stranica od one koju je želeo da poseti, u zavisnosti od toga da li je korisnik čovek ili pauk pretraživača. Ovu tehniku koriste praktikanti crne SEO kada žele da se postaraju da pretraživač prikaže njihovu stranicu, koja iz raznih razloga ne bi bila prikazana, a tehnika se naziva cloaking.
Pretraživači mogu kazniti sajtove za koje otkriju da koriste metode crne SEO, bilo da to zanči smanjivanje njihovog ranga, ili potpuno isključivanje njihovih sadržaja sa liste pretraživača. Takve kazne mogu da budu automatske, tj. uključene u algoritam pretraživača, ili su rezultat ručnog pregleda sajta. Poznat je slučaj iz februara 2006, kada je Google odstranio sa svojih listi BMW Germany i Ricoh Germany zbog korišćenja sredstava obmane. Obe kompanije su se brzo izvinile, popravile kompromitovane stranice i na kraju su vraćene na Google-ove liste.

### Kao marketing strategija
SEO nije odgovarajuća strategija za svaki sajt, i druge strategije internet marketinga mogu biti mnogo efektnije, što sve zavisi od ciljeva koje postavi operater ili vlasnik sajta. One uključuju plaćenu verziju reklamiranja koja ima svoju sopstvenu verziju SEO zvanu ATO (Ad Text Optimization). Uspešna marketinška kampanja na internetu može da privuče organski saobraćaj ka stranici, što se postiže tehnikama optimizacije i neplaćenim reklamiranjem, ali takođe može da uključuje i plaćene reklame na stranicama samog pretraživača i drugim stranicama, izradu visokokvalitetnih web stranica koje privlače i ubeđuju korisnika, rešavanje tehničkih problema zbog kojih pretraživač možda ne obilazi i ne indeksuje stranice sajta, postavljanje analitičkih programa koji vlasnicima sajtova omogućavaju da izmere svoj uspeh i poboljšaju stepen konverzije sajta. SEO je dugoročan proces koji zahteva kontinuirano praćenje i ažuriranje kako bi se održala i poboljšala pozicija na pretraživačima, što na kraju dovodi do povećanja vidljivosti, kredibiliteta i poslovnog uspeha sajta. Cilj SEO optimizacije je da se poveća organski (neplaćeni) saobraćaj ka veb-stranici putem različitih tehnika i strategija. Ove tehnike uključuju optimizaciju sadržaja sajta, upotrebu relevantnih ključnih reči, poboljšanje strukture sajta i njegove tehničke performanse, kao i izgradnju kvalitetnih povratnih linkova (backlinks). SEO može da omogući i povraćaj investicije. Ipak, pretraživači nisu plaćeni za organski saobraćaj, njihovi algoritmi se povremeno menjaju, i ne postoje garancije da će reference sajta biti u kontinuitetu. Neki sajtovi za on-line trgovanje su izuzetak, poput eBay-a, koji način i vreme promene algoritma za pretragu najavljuje nekoliko meseci pre nego što je stvarno uvede. Zahvaljujući nedostatku garancije i sigurnosti, kompanije koje se u velikoj meri oslanjaju na saobraćaj koji dolazi sa pretraživača mogu da pretrpe velike gubitke ako pretraživač prestane da „šalje“ posetioce.

### Međunarodna tržišta
Tehnike optimizacije su u velikoj meri prilagođene pretraživačima dominantnim na ciljanom tržištu. Udeo pretraživača na tržištu varira od tržišta do tržišta, kao što je to slučaj i sa konkurencijom. 2003. je Deni Salivan izjavio da se preko Google-a obavlja oko 75% svih pretraga. Van tržišta Sjedinjenih Amreičkih Država udeo Google-a je često i veći, a od 2007. Google postaje dominantni pretraživač na svetskom nivou. 2006. godine, Google je imao 85-90% udela na tržištu Nemačke. U junu 2008. udeo Google-a na tržištu Velike Britanije je bio blizu 90%, prema izvoru Hitwise. Taj rezultat je postignut u većini država sveta.
Od 2009. postoji samo nekoliko velikih tržišta gde Google nije vodeći pretraživač. U većini slučajeva, kada Google nije vodeći, onda zaostaje za lokalnim igračima. Najznačajnija tržišta gde je ovo slučaj su Kina, japan, Južna Koreja, Rusija i Češka gde su vodeći pretraživači Baidu, Yahoo! Japan, Naver, Yandex and Seznam, respektivno. У кини је 2014. само нешто више од 2% претраживања обављено преко Гугла.
Uspešna optimizacija za međunarodna tržišta može da zahteva profesionalni prevod web stranica, registraciju domena gde je top-level domen sa ciljanog tržišta, i web hosting koji obezbeđuje lokalnu IP adresu. Inače su svi osnovni elementi optimizacije za pretraživače isti, bez obzira na jezik.

## Spoljašnje veze
- osnove (SEO tutorijal) kreiran od strane Gugla (stara verzija na srpskom, nova je dostupna na engleskom jeziku) Архивирано на веб-сајту  (2. фебруар 2010)
- Google smernice za procenu kvaliteta web sajtova
- Novo Google SEO uputstvo za početnike (decembar 2017)